# Amanatsu
De amanatsu, natsu mikan of daidai mikan (Citrus ×natsudaidai) is een geeloranje citrusvrucht, die ongeveer even groot is als een platte sinaasappel. De amanatsu is waarschijnlijk afkomstig van een kruising van de pompelmoes met de mandarijn (Citrus maxima × C. reticulata)
De amanatsu wordt commercieel bijna alleen in Kumamoto en Ehime in het zuiden van Japan geteeld.
De vrucht is makkelijk te pellen en wordt zowel vers gegeten als verwerkt tot onder andere marmelade en wijn.
... · 
C. aurantifolia (limoen) · 
C. aurantium (zure sinaasappel) · 
Citrus aurantium subsp. currassuviencis (laraha) · 
C. bergamia (bergamot) · 
C. ×clementina (clementine) · 
C. hystrix (papeda) · 
C. japonica (Chinese kumquat) · 
C. ×junos (yuzu) · 
C. kinokuni (cherry orange) · 
C. limon (citroen) · 
C. maxima (pompelmoes) · 
C. maxima × paradisi (pomelo) · 
C. medica (sukadeboom) · 
C. ×microcarpa (calamondin) · 
C. ×natsudaidai (amanatsu) · 
C. ×paradisi (grapefruit) · 
C. reshni · 
C. reticulata (mandarijn) · 
C. reticulata × paradisi (ugli) · 
C. reticulata 'Satsuma' (satsuma) · 
C. sinensis (sinaasappel) · 
C. sinensis 'Cara cara' (cara cara) · 
C. ×tangelo (tangelo) · 
...